# Veronica Linklater
Pour les articles homonymes, voir Linklater.
Veronica Linklater, baronne Linklater de Butterstone (née le 15 avril 1943 et morte le 15 décembre 2022 à Dunkeld), est une ancienne membre libéral-démocrate de la Chambre des lords. 
Elle prend sa retraite en février 2016 à la suite de la House of Lords Reform Act 2014. Sa carrière témoigne de son intérêt pour le bien-être des enfants, l'éducation et les besoins spéciaux et la réforme pénitentiaire.

## Biographie
Veronica Linklater est la fille du lieutenant-colonel Archibald Michael Lyle et d'Elizabeth Sinclair, fille cadette de l'ancien chef du Parti libéral Archibald Sinclair, 1er vicomte Thurso. Elle fait ses études à Cranborne Chase School, un ancien pensionnat indépendant pour filles situé à New Wardour Castle, près de Tisbury, Wiltshire, suivi des universités de Sussex et de Londres. 
En 1967, elle devient agente de garde d'enfants pour l'arrondissement londonien de Tower Hamlets et, entre 1970 et 1985, elle est gouverneure de trois écoles d'Islington. De 1971 à 1977, elle cofonde le Centre des visiteurs de la prison de Pentonville, et son intérêt continu pour ce domaine l'amène à s'impliquer dans le Winchester Prison Project, Prison Reform Trust de 1981 à 1982. Elle est administratrice de la Fondation Esmée Fairbairn.
Elle est créée pair à vie en tant que baronne Linklater de Butterstone, de Riemore à Perth et Kinross, le 1er novembre 1997. 

### Famille
En 1967, Veronica Linklater épouse le journaliste Magnus Linklater ; ils ont trois enfants, deux fils et une fille.
Son cousin germain, John Sinclair, 3e vicomte Thurso, est député libéral démocrate pour le siège de Caithness, Sutherland et Easter Ross. 